# Gnophos quadripustulata
Gnophos quadripustulata là một loài bướm đêm trong họ Geometridae.